# Strategia public relations
Strategia public relations definiowana jest jako dokument, w którym zawiera się sposób rozwiązania problemu, będący wynikiem analizy wstępnej. Zakłada się, iż musi być ona spójna ze strategią biznesową przyjętą dla podmiotu, dla którego planowane są działania komunikacyjne. Ukierunkowana jest ona na określone grupy docelowe. Cele strategii muszą być mierzalne, realne do osiągnięcia (a przy tym ambitne), zorientowane na efekty i precyzyjnie określone w czasie. Strategia to w public relations rzecz uznawana za najważniejszą, zaś samo planowanie rozpoczyna się od dokładnej analizy sytuacji wyjściowej. Analiza ta może być realizowana z wykorzystaniem szeregu metod i technik, np. CATI, CAWI, czy Indywidualnych wywiadów pogłębionych (IDI). W ramach strategii opracowywana może być także komunikacyjna analiza SWOT. Następnie przeprowadzana jest kreatywna burza mózgów. W jej efekcie powstają również działania. Określane są za jej pomocą także kluczowe kierunki komunikacyjne. Część wdrożeniowa strategii zawiera również opis mierników realizacji celów, harmonogram i budżet.

## Strategia a taktyka działania
Efektem działań przygotowawczych jest nie tylko strategia, ale także plany taktyczne (operacyjne). Plany operacyjne to szczegółowy opis i rozbudowanie dokumentu strategii. W przypadku public relations zawierają one uszczegółowienie kanałów komunikacji, grup docelowych, czasu realizacji zadań, a także narzędzi. Zawierają także wskazania dotyczące zasobów niezbędnych do realizacji celów strategicznych oraz operacyjnych. Weryfikacja realizacji celów może być dokonywana między innymi za pośrednictwem narzędzi badawczych, takich jak monitoring mediów.